# 出光リテール販売
出光リテール販売株式会社（いでみつリテールはんばい）は東京都中央区に本社のあるエネルギー販売会社であり、出光興産の完全子会社である。
2009年（平成21年）7月1日に出光興産傘下の販売会社16社を統合して設立された。

## 社内カンパニー又は統合会社
（括弧内は旧会社名を表す）
- 北海道カンパニー（旧社名：北海アポロ：日商鉱油㈱）
- 東北カンパニー（旧社名：東北アポロ：中川石油㈱）
- 北関東カンパニー（旧社名：埼玉アポロ：中央シェル石油販売㈱）
- 南関東カンパニー（旧社名：京葉アポロ：中央シェル石油販売㈱)
- 東京カンパニー（旧社名：アポロ21世紀：中央シェル石油販売㈱）
- 神奈川カンパニー（旧社名：光神：中央シェル石油販売㈱）
- 中部カンパニー　(旧社名：東和石油販売㈱)
- 東海カンパニー（旧社名：東海アポロ・北陸興産：東和石油販売㈱）
- 関西カンパニー（旧社名：関西アポロ：㈱ペトロスター関西(予定)）
- 兵庫四国カンパニー　(旧社名：関西アポロ：㈱ペトロスター関西(予定)）
- 中国カンパニー（旧社名：中国アポロ：永瀬石油株式会社(予定)）
- 九州カンパニー（旧社名：九州興産）
- ファインオイル東日本カンパニー（旧社名：出光ファインオイル東日本）
- ファインオイル西日本カンパニー（旧社名：出光ファインオイル）
- ファインオイル北日本カンパニー   (旧社名：中川石油株式会社）

## 統合されたカンパニー
（括弧内は旧社名を表す）
- 青森カンパニー（旧社名：青森アポロ）は東北カンパニーに2010年4月1日統合
- 共立ハイウェイカンパニー（旧社名：共立石油）は地域のカンパニーに2010年4月1日統合
- 埼玉カンパニー（旧社名：埼玉アポロ）と京葉カンパニー（旧社名：京葉アポロ）は関東カンパニーに2010年10月1日統合
- 四国カンパニー (旧社名：四国アポロ) は関西カンパニーに2021年4月1日統合

## 統合された企業
- 2022年（令和4年）7月1日 - 日商砿油を吸収合併した[4]。
- 2023年（令和5年）
  - 4月1日 - 旧昭和シェル系であった中央シェル石油販売を吸収合併した[5]。
  - 10月1日 - 旧昭和シェル系であった中川石油を吸収合併した[6]。
- 2024年（令和6年）7月1日 - 旧昭和シェル系であった東和石油販売を吸収合併した[7]。
- 2025年（令和7年）7月1日 - 旧昭和シェル系であったペトロスター関西を吸収合併した。
- 2025年（令和7年) 10月1日- 旧昭和シェル系であった永瀬石油を吸収合併予定。